# Neostylopyga sexpustulata
Neostylopyga sexpustulata es una especie de cucaracha del género Neostylopyga, familia Blattidae.

## Distribución
Esta especie se encuentra en India.